# Andrew Keegan
 Andrew Keegan Heying (Los Angeles, 29 de janeiro, 1979) é um ator e produtor estadunidense. Ele é mais conhecido por seu papel de Joey Donner no filme 10 Things I Hate About You.

## Vida e carreira
Andrew Keegan em Los Angeles na Califórnia, o filho mais velho de Lana uma cabeleireira e Larry Heying um dublador  . A mãe de Keegan é colombiana e o pai é de Nebraska  Keegan tem um irmão mais novo, Casey (nascido em 12 de junho de 1980) que também é ator.
Ele é conhecido por seus papéis em filmes como 10 Things I Hate About You, The Broken Hearts Club em 2000 e O. Ele teve papéis recorrentes em várias séries de televisão, incluindo Full House, Party of Five, 7th Heaven, Related, Step by Step, Sabrina, the Teenage Witch e The Amanda Show e foi um regular na temporada final de Thunder Alley. Ele estrelou como Zack Dell no filme Camp Nowhere e teve um pequeno papel em Independence Day.

## Filmografia
| Ano  | Nome                                      | Personagens    | Notas           |
| ---- | ----------------------------------------- | -------------- | --------------- |
| 1994 | Camp Nowhere                              | Zack Dell      |                 |
| 1996 | Independence Day                          | Older Boy      |                 |
| 1999 | Everyday                                  |                | Short film      |
| 1999 | 10 Things I Hate About You                | Joey Donner    |                 |
| 2000 | The Broken Hearts Club: A Romantic Comedy | Kevin          | limited release |
| 2000 | The Skateboard Kid II                     | Dan Foster     |                 |
| 2001 | O                                         | Michael Cassio |                 |
| 2002 | The Contract                              | Howard Maple   |                 |
| 2002 | Pandora                                   | Phil Newfield  | Curta-metragem  |
| 2002 | A Midsummer Night's Rave                  | Xander         |                 |
| 2004 | Perfect Opposites                         | Trey Reynolds  |                 |
| 2005 | Flushed                                   |                | Curta-metragem  |
| 2005 | Extreme Dating                            | Troy Riley     |                 |
| 2005 | Cruel World                               | Bobby          |                 |
| 2006 | A New Wave                                | Desmond        | direct-to-video |
| 2007 | Waiting for Dublin                        | Mike           |                 |
| 2008 | Dough Boys                                | Sally Boy      |                 |
| 2010 | The Penitent Man                          | Ovid Serrano   |                 |
| 2010 | Fast Glass                                | Strayger       |                 |
| 2011 | Sold                                      | Clint          | Curta-metragem  |
| 2011 | Love, Wedding, Marriage                   | Jeremiah       |                 |

| Ano       | Nome                                    | Personagens           | Notas                                   |
| --------- | --------------------------------------- | --------------------- | --------------------------------------- |
| 1991      | Empty Nest                              | T.J.                  | Episódios: "Food for Thought"           |
| 1993      | The Halloween Tree                      | (voz)                 | Filme de TV                             |
| 1993      | Empty Nest                              | T.J.                  | Episódio: "Under the Gun"               |
| 1993      | Baywatch                                | Landon Thompson       | Episódio: "Blindside"                   |
| 1994      | Baywatch                                | Kenny                 | Episódio: "Air Buchannon"               |
| 1994–1995 | Thunder Alley                           | Jack Kelly            | 17 Episódios                            |
| 1995      | Full House                              | Ryan                  | Episódio: "All Stood Up"                |
| 1995      | Freaky Friday                           | Luke                  | Filme de TV                             |
| 1995      | Fight for Justice: The Nancy Conn Story | Gary Conn             | Filme de TV                             |
| 1995      | Step by Step                            | Matt Crawford         | Episódio: "The Flight Before Christmas" |
| 1996      | Step by Step                            | Matt Crawford         | Episódio: "Snow Bunnies"                |
| 1996      | Moesha                                  | Matt Tarses           | Episódio: "Reunion"                     |
| 1996      | Boy Meets World                         | Ronnie                | Episódio: "The Happiest Show on Earth"  |
| 1996      | A Pig's Tale                            | Featured Wolf #1      | Video                                   |
| 1996      | Sabrina, the Teenage Witch              | Magic Joel            | Episódio: "Magic Joel"                  |
| 1997–2002 | 7th Heaven                              | Wilson West           | Recorrente por 22 Episódios             |
| 1997–1998 | Party of Five                           | Reed Isley            | 8 Episódios                             |
| 2002      | Teenage Caveman                         | David                 | Filme de TV                             |
| 2004      | To Kill a Mockumentary                  | Spencer               | Video                                   |
| 2004      | 7th Heaven                              | Wilson West           | Episódio: "Fathers"                     |
| 2005      | House MD                                | Rebellious Student    | Episódio: "Three Stories"               |
| 2005–2006 | Related                                 | Zach                  | 4 Episódios                             |
| 2007      | A Christmas Too Many                    | Matt                  | Video                                   |
| 2010      | CSI: NY                                 | Simon (Não-creditado) | Episódio: "The 34th Floor"              |
| 2012      | CSI: Crime Scene Investigation          | Lee Jacobs            | Episódio: "Split Decisions"             |

### Ligações Externas
- Andrew Keegan. no IMDb.